# Сказание о Мухтаре
Сказание о Мухтаре (перс. مختارنامه‎) — иранский телесериал, рассказывающий о жизни Аль-Мухтара ас-Сакафи, поднявшего восстание, чтоб отомстить за гибель имама Хусейна.

## Сюжет
Действия фильма происходят с 661 по 687 год. В центре сюжета личность и жизнь Мухтара ибн Абу Убейда, знатного араба из племени сакаф. История начинается с противостояния между имамом Хасаном и Муавией, свидетелем которого был Мухтар. В дальнейшем даётся обзор всех событий, приведших к гибели имама Хусейна. После трагической гибели Хусейна, Мухтар поднимает восстание с целью наказания убийц внука пророка Мухаммеда и установления власти справедливости.

## В других странах
Телесериал переведён на арабский, азербайджанский, русский, турецкий и урду языки.

## В ролях
| Актёр                                  | Персонаж                                 | Положение |
| -------------------------------------- | ---------------------------------------- | --- |
| Фариборз Арабниа                       | Мухтар ас-Сакафи                         | |
| Фархад Аслани                          | Убейдаллах ибн Зияд (также ибн Марджана) | Омейядский наместник Басры и Куфы. Является одним из главных виновников гибели Хусейна. Позже возглавил войско Омейядов, направленное на подавление восстания Мухтара. |
| Мехди Фахимзаде                        | Омар ибн Саад                            | Сын полководца Саада ибн Абу Ваккаса. Являлся командующим армии Йазида, преградившее Хусейну путь в Куфу.                                                              |
| Мохаммад Фили Хагиги Хоррам Абади Фард | Шимр ибн Зиль-Джавшан                    | В Битве при Кербеле командовал омейядской конницей. Один из главных виновников гибели Хусейна.                                                                         |
| Реза Роойгари                          | Киан Ирани'                              | Перс. Друг Мухтара. Во время восстания был командиром отряда персов.                                                                                                   |
| Хасан Мирбагери                        | Ибрагим ибн Малик аль-Аштар'             | Сын одного их самых известных соратников Али — Малика аль-Аштара. Был одним из лидеров восстания Мухтара.                                                              |
| Насрин Моганло                         | Нарие'                                   | Первая супруга Мухтара. |
| Фариба Ковсари                         | Омре                                     | Вторая супруга Мухтара. |
| Зале Олов                              | Мать Мухтара                             | |
| Реза Кианин                            | Абдуллах ибн аз-Зубайр                   | Сын аз-Зубайра. Установил власть над Хиджазом и стал именоваться халифом.                                                                                              |
| Джафар Дехгхан                         | Мусаб ибн аз-Зубайр                      | Сын аз-Зубайра. Наместник Басры. Командующий войском своёго брата, халифа аз-Зубайра, направленное на подавление восстания Мухтара.                                    |
| مجید علی اسلام                         | Мунзар ибн аз-Зубайр                     | Сын аз-Зубайра. |
| Мохаммад-Реза Шарифиниар               | Мухаммад ибн аль-Ханафия                 | Единокровный брат имама Хусейна. |
| Хамид Атаеи                            | Саиб                                     | |
| Мохаммад Реза Хандан                   | Синан ибн Анас                           | Участник битвы при Кербеле. Известен как один из убийц Хусейна, поскольку отрезал тому голову.                                                                         |
| Эльхам Хамид                           | Ширин                                    | Супруга Киана. |
| Махмуд Джафари                         | Маккаль                                  | |
| Амин Зендегани                         | Муслим ибн Акиль                         | Двоюродный брат имама Хусейна. |
| Фаррох Немати                          | Хани ибн Урва ал-Муради                  | Один из вождей мазхиджитов. Укрывал у себя двоюродного брата Хусейна — Муслима ибн Акиля.                                                                              |
| جمشید شاه‌محمدی                         | Абдуллах ибн Умар                        | Сын халифа Умара. |
| Афарин Обейси                          | Сафийа                                   | Супруга Абдуллы ибн Омара и сестра Мухтара. |
| پرویز پورحسینی                         | Майсам Таммар                            | Сторонник Али. Последний предсказал его смерть. |

### Видео
- Трейлер к фильму на Youtube.